# Ácido carborano

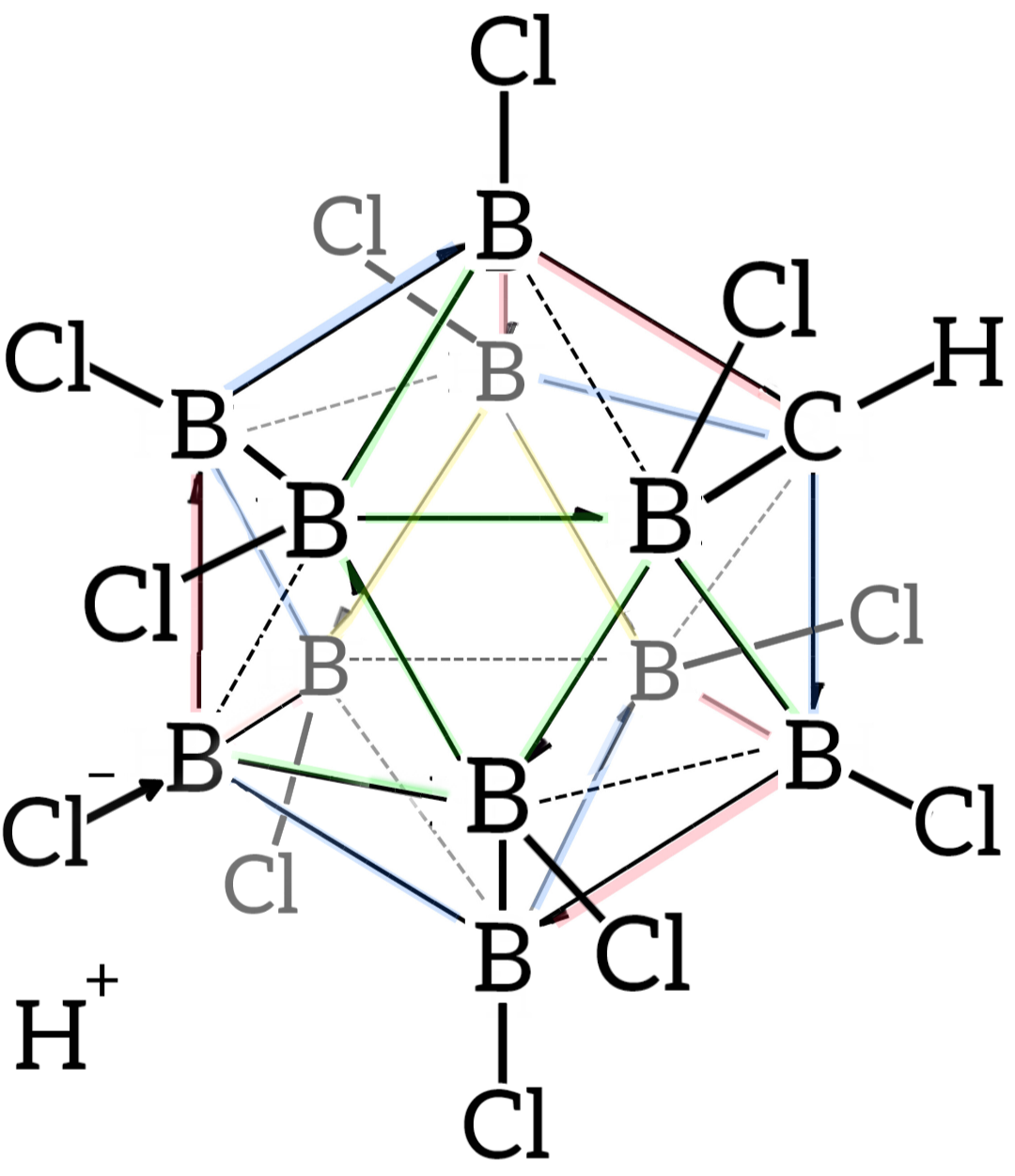
Estrutura de uma das formas canônicas de ressonância possíveis do ácido clorocarborânico, mostrando com destaque suas ligações covalentes convencionais (traços sólidos) e ligações 3c-2e (representadas na notação de traço e meia-seta de Parkin, coloridas de forma distinta para demonstrar mais claramente suas origens e os trios de átomos unidos por elas). Os traços pontilhados representam arestas em que os átomos não se encontram de fato ligados entre si nesta forma canônica em questão, mas podem estar ligados em outras. Os átomos e ligações em cinza estão situados atrás no plano.

Ácidos carborano H(CXB11Y5Z6) (X, Y, Z = H, Alk, F, Cl, Br, CF3) são uma classe de superácidos. Estima-se que são um milhão de vezes mais fortes do que o ácido sulfúrico alguns  100% em termos das sua função de acidez de Hammet com valores (H 0 ≤ -18) e possuem os valores de pK a abaixo dos -20, estabelecendo-los como alguns dos mais fortes ácidos de Bronsted conhecidos. O exemplo mais bem estudado é o ácido clorocarborânico, H (CHB11Cl11 ). Verificou-se que a acidez do H(CHB11Cl11 ) excedia largamente a do ácido tríflico, CF3SO3H, e bistriflimida, (CF3SO2)2NH, compostos anteriormente considerados como os ácidos isolados mais fortes.
Suas altas acidez derivam da extensa deslocalização de suas bases conjugadas, ânions carboranato (CXB11Y5Z6- ), que são geralmente mais estabilizados por grupos eletronegativos como Cl, F e CF 3 . Devido à falta de propriedades oxidantes e o excepcionalmente baixa nucleofilicidade e alta estabilidade das suas bases conjugadas, que são os únicos superácidos conhecidos para protonar C60 fulereno sem o decompor. Além disso, eles formam sais estáveis, isoláveis com benzeno protonado, C 6H7+, o composto parental dos intermediários Wheland encontradas em reações de substituição electrófila aromática.
O ácido fluorado carborano, H(CHB 11F11), é ainda mais forte que o ácido carborano clorado. É capaz de protonar o butano para formar o cátion tert-butílico à temperatura ambiente e é o único ácido conhecido a protonar o dióxido de carbono para dar o cátion em ponte, [H(CO 2)2]+, tornando-o possivelmente o ácido mais forte conhecido. Em particular, o dióxido de carbono não sofre protonação observável quando tratado com os superácidos mistos HF-SBF5 ou HSO3 F-5 SBF.

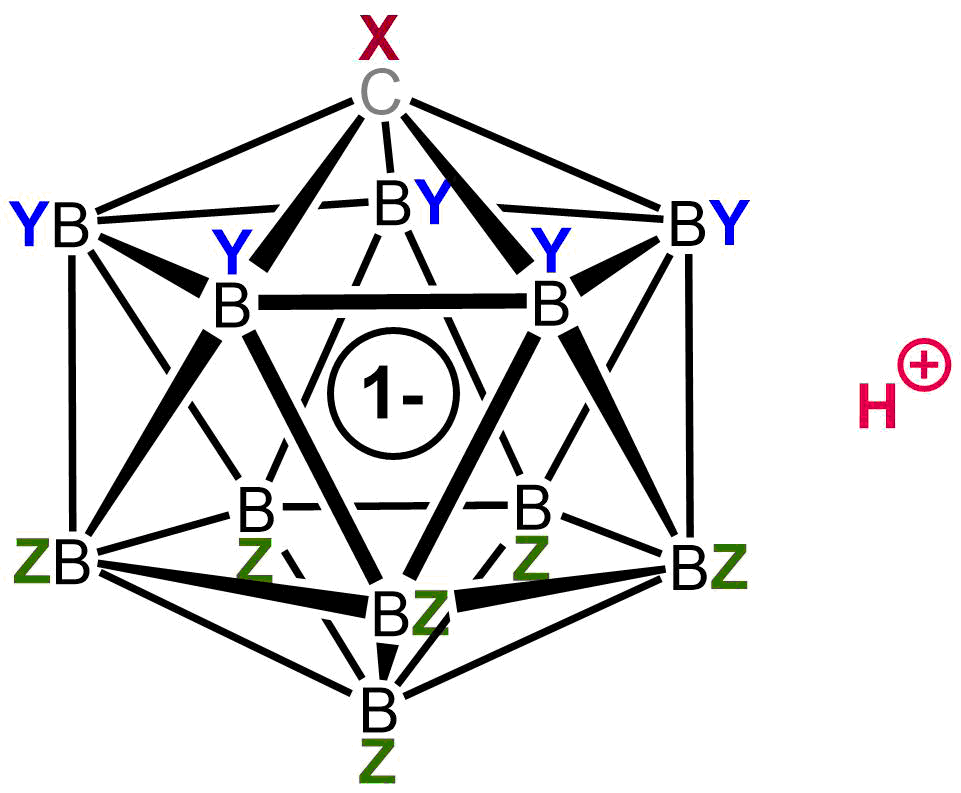
A estrutura genérica de um ácido carborano exibe até três tipos diferentes de substituintes X, Y e Z. A posição do próton ácido dependerá dos substituintes e é mostrada aqui em uma localização genérica

Como classe, os ácidos carborano formam o grupo mais ácido de substâncias conhecidas, bem definidas e isoláveis, muito mais ácidas do que os ácidos fortes de componente único conhecidos anteriormente, como o ácido triflico ou o ácido perclórico . Em certos casos, como os derivados quase peralogenados mencionados acima, suas aci- midades rivalizam (e possivelmente excedem) as dos superácidos mistos Lewis-Brønsted tradicionais, como o ácido mágico e o ácido fluoroantimônico . (No entanto, uma comparação direta não foi possível até agora, devido à falta de uma medida de acidez que é adequada para ambas as classes de ácidos: pKa valores são mal definidos para os ácidos mistos quimicamente complexos enquanto Os valores de H 0 não podem ser medidos para os ácidos carborano de fusão muito elevada).